# Bargh Schiras
Bargh Schiras war ein iranischer Fußballverein aus Schiras.

## Geschichte
Der größte Erfolg des 1963 gegründeten Vereins war der nationale Pokalsieg im Hazfi Cup in der Saison 1996/1997.
Der Fußballklub spielte in der höchsten iranischen Spielklasse (IPL). 
Bargh Schiras wurde einige Jahre lang vom örtlichen Elektrizitätswerk, der Shiraz Electrical Company, gesponsert.

## Erfolge
- Iranischer Pokal (Hazfi Cup)

Pokalsieger (1): 1996/1997
Pokalfinalist (1): 1995/1996

## Trainer
- Ibrahim Biogradlić (1996)

## Spieler
- Martín Barlocco (2007–2008, 2009–2011)